# Huntleya burtii
Huntleya burtii är en orkidéart som först beskrevs av Endres och Heinrich Gustav Reichenbach, och fick sitt nu gällande namn av Ernst Hugo Heinrich Pfitzer. Huntleya burtii ingår i släktet Huntleya och familjen orkidéer. Inga underarter finns listade i Catalogue of Life.

## Bildgalleri

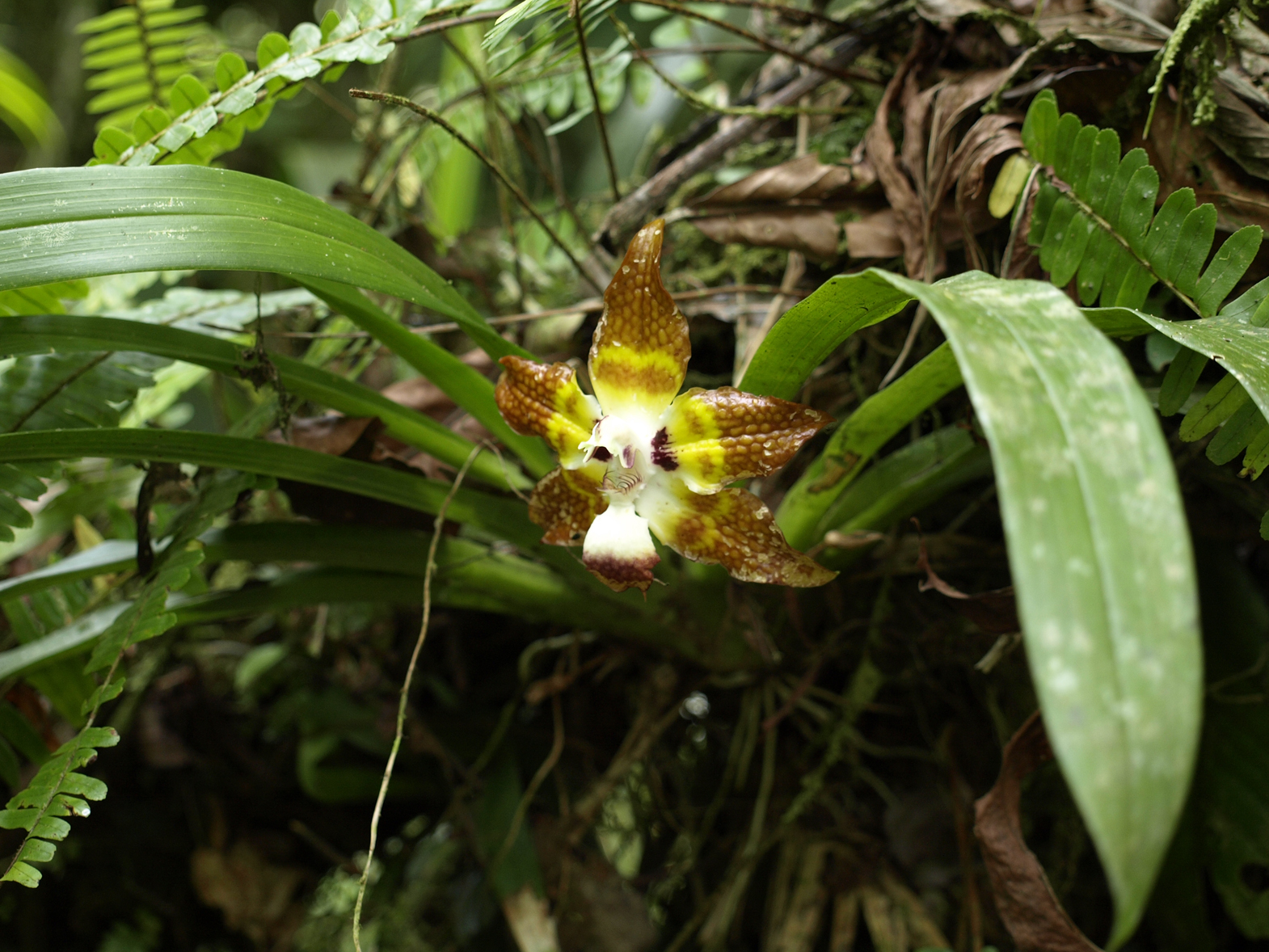
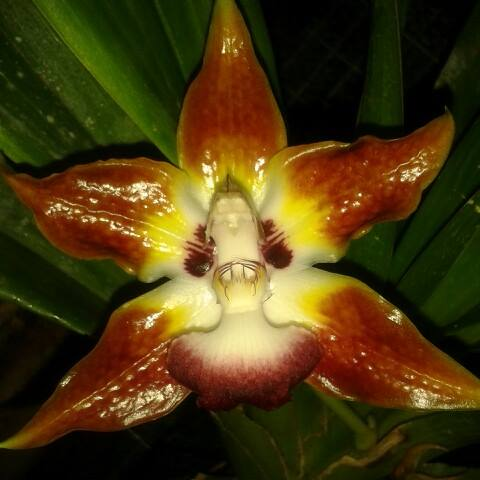
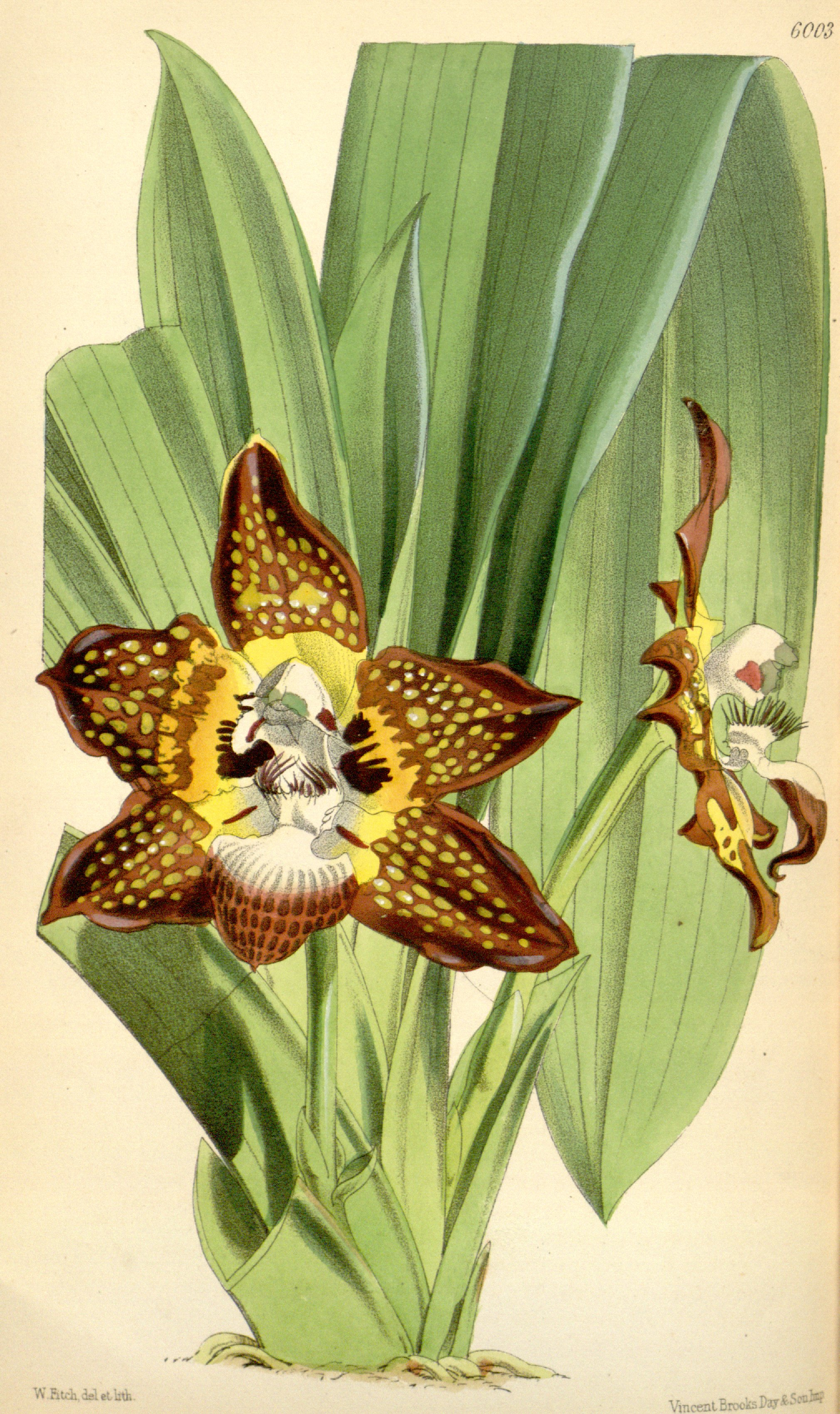
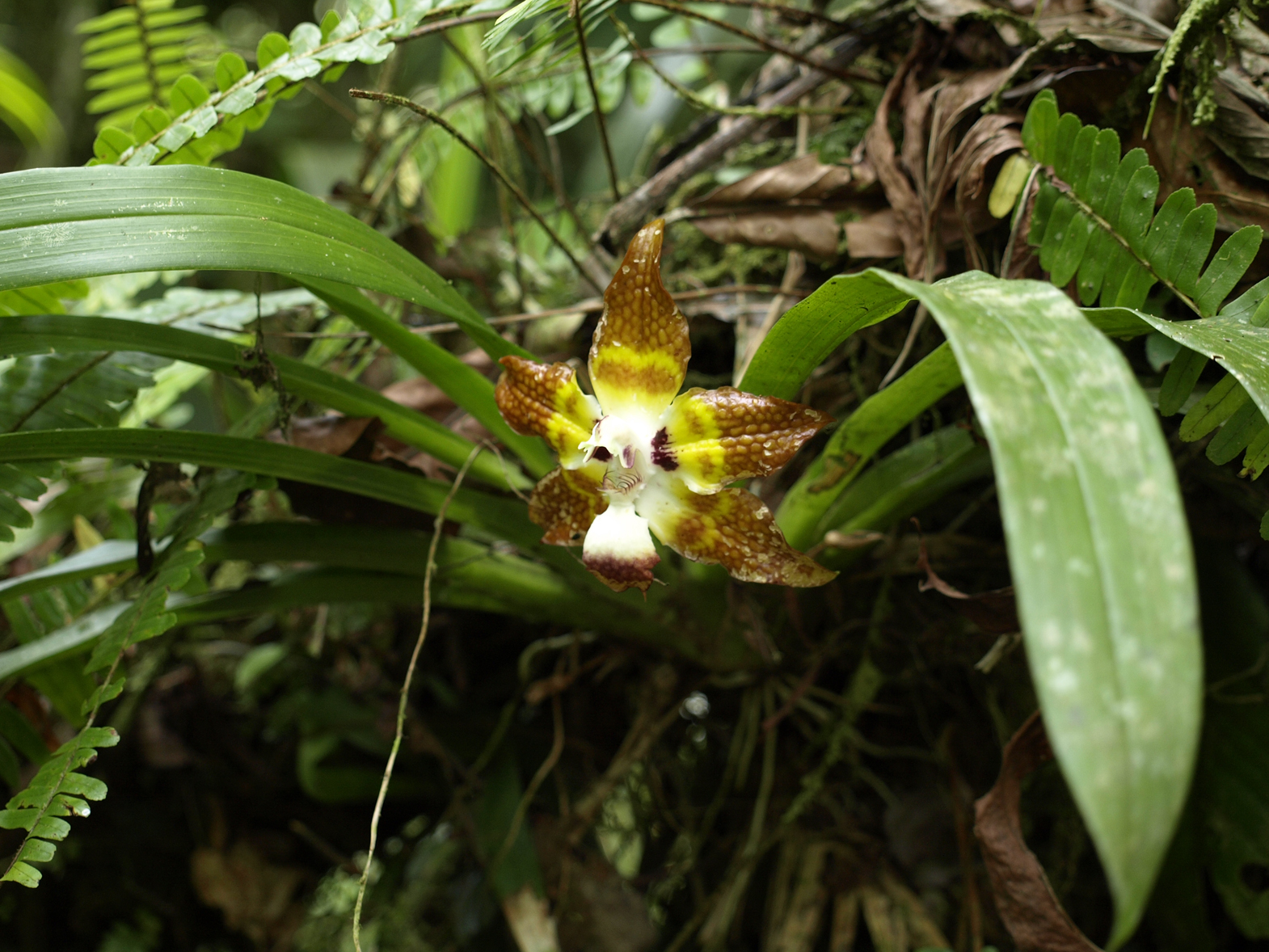